# Latrodynerus latro
Latrodynerus latro är en stekelart som först beskrevs av Edoardo Zavattari 1912.
Latrodynerus latro ingår i släktet Latrodynerus och familjen Eumenidae. Inga underarter finns listade i Catalogue of Life.